# りおた
りおた（なかむら りおた、1990年9月7日 - ）は、日本のイラストレーター。既婚。
主に似顔絵やスポーツに関するイラストを手がけており、「スポーツイラストレーター」を自称する。

## 来歴
山口県防府市出身。幼少期から父親の影響で絵を描き始める。鳥山明の影響もあって、元々は漫画家を目指していたが、「ストーリーより絵を描くほうが楽しい」と気づき、イラストレーターの道を目指す。
県立防府商業高校（現：防府商工高校）を経て、YICキャリアデザイン専門学校在学中に出版社にイラスト集を持ち込んだところ、これが採用されたことをきっかけにイラストレーターの道に進み始める。専門学校卒業後、広告制作のアルバイトを経て22歳の時（2012年4月）に独立しフリーランスのイラストレーターとなる。
以降、地元のプロサッカーチーム・レノファ山口FC試合日のイベント出演の他、サッカーダイジェストなどスポーツ関係等の各種媒体を中心としたイラスト掲載を中心に活動を続けている。また、これまで複数回の個展を開催している。
InstagramをはじめとするSNSにもスポーツ選手のイラストを掲載し題材となった本人から反応があるなどしていたが、2020年に前田健太（ミネソタ・ツインズ）からの依頼でチームメイト（当時）のウィリアンス・アストゥディーヨが土俵入りするイラストを描いて送ったところ、これをプリントしたTシャツを着用した前田と大谷翔平（ロサンゼルス・エンゼルス）が談笑する場面が各媒体で報じられ話題となった。
山口市を拠点に活動していたが、2025年1月に拠点を東京に移した。

## 作風
人物の特徴をつかんだデジタル画に特徴を持つ。「写真を一瞬見た時に何となく感じた印象を大事にしている」とのこと。「顔を描かなくても誰だかわかる」絵が好きといい、羽生結弦や大谷翔平など、全身のシルエットだけで描く絵も多い。

## 主な活動歴
クラブ公式グッズ等
- レノファ山口FC - スポンサーグッズデザイン、クラウドファンディング返礼品デザイン、イベント出演、アンテナショップシャッターデザイン
- 湘南ベルマーレ - 公式LINEスタンプデザイン、イベント出演
- 日テレ・東京ヴェルディベレーザ - 公式LINEスタンプデザイン
- 立川アスレティックFC - マスコットキャラクター「アスレくん」デザイン
- 東北楽天ゴールデンイーグルス - 2023年夏期企画「夏スタ!～イーグルス真夏の大冒険～」キービジュアル・ポスターデザイン
- サンフレッチェ広島 - エディオンスタジアム広島メモリアルフォトスポットイラスト、新キャラクターグッズデザイン
- 日本郵政グループ女子陸上部 - 選手イラストポスターデザイン
- 明治安田Jリーグ - 開幕ビジュアルデザイン（2024年シーズン、2025年シーズン）
- 福岡ソフトバンクホークス - 2024年夏期企画「鷹祭 SUMMER BOOST」公式グッズ・LINEスタンプデザイン

雑誌・新聞
- サッカーダイジェスト（日本スポーツ企画出版社） - 週刊時の2015年まで連載コーナー「りおたの描いちゃってイイんです!」を担当、その他単発企画（増刊号「サッカーダイジェストテクニカル」「高校サッカーダイジェスト」含む）
- Sportiva（集英社） - SNS向け企画「ふりぬけ! ポルティくん」イラスト担当
- 週刊朝日（朝日新聞出版） -  丸山茂樹「マルちゃんのぎりぎりフェアウェー」イラスト担当
- 月刊宝島（宝島社） - 挿絵・朝刊広告イラスト
- ジュニアサッカーを応援しよう!（カンゼン）イラスト担当
- ジャンボまちがい絵さがしパル（英和出版社）イラスト担当
- 特盛りまちがい絵さがしSPECIAL（メディアソフト）イラスト担当
- 中国新聞 2022年3月29日付朝刊 広島東洋カープ本拠地開幕戦応援特別紙面
- 文春オンライン（文藝春秋） - 文春野球コラム（2023年9月5日）
- グーネット 公式SNS「#りおた車イラスト」

単行本（いずれもイラスト担当）
- サッカー欧州CL新戦術（成美堂出版）ISBN 978-4-41511136-0
- 仕事が9割うまくいく 雑談の技術（角川書店）ISBN 978-4-04-110515-3
- 名珍場面から振り返る野球のルール（小林毅二監修、カンゼン）ISBN 978-4-86255-235-8
- 野球のプレーに「偶然」はない（工藤公康著、カンゼン）ISBN 978-4-86255-177-1
- AKB48G握手レポート（カンゼン）ISBN 978-4-86255168-9

アプリ
- サッカー応援チャットアプリ『Footi』（フォトメ）イラスト担当

主な個展
- 「ダルビッシュ有 十二支の干支」（2018年、神戸市・ダルビッシュ コート）
- 「りおたのスポーツ名場面集2020」（2020年、防府市・アスピラート）
- 「りおたが広島個展するけぇの」（2022年、広島市・エディオン蔦屋家電）
- 「りおたサンフレッチェ広島ファンアート展」（2024年、広島市・そごう広島店）

メディア出演
- シティーケーブル周南「ぶーちパラダイス」（レギュラー出演）
- テレビ山口「mix」(コメンテーター）「週末ちぐまや家族」
- 山口放送「24時間テレビ愛は地球を救う」「スクープアップやまぐち」「Happy Paradise」「どよーDA!」
- 山口朝日放送「YAB開局20周年感謝祭-ハタチカラ」
- 山口ケーブルビジョン「かなとまきの部屋」
- エフエム山口「YASUBE PRESENTS THE mouVment」「Someday」（美術部顧問）
- FMわっしょい　番組多数

その他
- WILD BUNCH FEST.2023 公式Tシャツイラスト担当